# Pierre Amiel
Pierre Amiel, arcybiskup Narbonne w latach 1226–1245. W 1231 oficjalnie uznał konwent dominikański w swoim mieście. W latach 1243–1244 brał udział w wyprawie (jako jej religijny przywódca) seneszala Hugona z Arcis na Montségur.